# Lichinga
Lichinga (fins 1975 Vila Cabral) és una ciutat de Moçambic capital de la província de Niassa. Té rang de municipalitat amb una superfície de 280 km². És a 1.500 metres d'altura a l'altiplà de Lichinga a l'est del llac Niassa (Nyassa o Malawi) i és estació termini de la línia Nacala-Nampula-Lichinga que va entre el port de Nacala i la frontera amb Malawi. També disposa d'un aeroport (codi IATA: VXC; codi ICAO: FQLC).

## Història
Fou un establiment militar fundat el 1931, poc després del final de l'administració de la Companyia de Niassa el 1929, amb el nom de Vila Cabral, en homenatge al governador José Ricardo Pereira Cabral. Fou elevada a ciutat el 23 de setembre de 1962 quan tenia uns 25.000 habitants. Fins al 3 de febrer de 1976 es va dir Vila Cabral agafant en aquest dia el nom de Lichinga. Va ser afectada per la guerra civil de Moçambic (1977-1992).

## Demografia
La seva població és un 40% wa yao, que és l'ètnia principal a la ciutat. L'evolució demogràfica de la ciutat és la següent: 
| Any  | Població |
| ---- | -------- |
| 1970 | 36.715   |
| 1997 | 89.043   |
| 2007 | 142.253  |